# Filosofia da mente de John Searle
Searle começou trabalhando na filosofia da linguagem e realmente não foi até que ele estava na meia-idade que ele entrou acidentalmente na filosofia da mente. Ele pensou que estava apenas tentando responder como funciona a linguagem, que os ruídos que saem de nossas bocas são apenas ruídos físicos, ondas acústicas, e ainda assim esse som é um fenômeno físico natural que tem significado. Com esse pensamento, Searle entrou no campo da filosofia da mente tentando descobrir como é que a partir da física chegamos na a semântica? Como, a partir do ruído, encontramos o significado? Então, isso é parte de uma questão geral sobre a natureza da relação entre a realidade humana e da realidade básica, como descrita pela física e química. Por 40 anos, esse tipo de pergunta tem sido uma preocupação constante de Seale.  Ele declarou que ele não encontrou nenhum filósofo da mente que diz o que precisa ser dito, e por isso que ele escreve tantos livros sobre o assunto. Ele diz que vai continuar a escrever, apenas porque há muitas visões equivocadas que ainda estão por aí a fora. Ele ressalta que a pior catástrofe na filosofia da mente foi Descartes.

## Problema do corpo e mente
Searle argumenta que nossa herança de René Descartes fez com que o problema corpo-mente pareça um problema insolúvel.
Descartes acreditava que mentes e corpos são tipos de coisas radicalmente diferentes, com atributos essenciais distintos e incompatíveis: Corpo é um material inerentemente, movendo-se através do espaço e divisível em partículas; mentes são inerentemente conscientes, e a consciência não é estendida no espaço nem divisível em partes. Como entidades independentes, a mente e o corpo podem, portanto, existirem uma sem o outro. Assim, a pessoa (aquela entidade tem propriedades físicas e mentais) tem duas propriedades que são tão radicalmente distintas, Descartes alega. Assim, o subjetivo, o aspecto da primeira-pessoa da consciência deve ser algo distinto, além e acima, das propriedades neurais subjacentes.
A maioria dos filósofos, no entanto, assim como muitos, se não a maioria dos cientistas, rejeitam o dualismo em favor do materialismo: Não há nada para além das operações neurais do cérebro. "Há um sentido em que o materialismo é a religião de nosso tempo", Searle observa. No entanto, os materialistas argumenta ele, não exorcizaram o fantasma de Descartes. Ao abraçar o lado da dicotomia cartesiana entre matéria e consciência, com sua visão redutora da matéria, eles não podem oferecer qualquer explicação plausível da mente. A dicotomia os leva a tentar explicar a inexistência dela, ou mesmo a negar pura e simplesmente a realidade da consciência
Para Searle, a confusão sobre objetividade e subjetividade é apenas a ponta do iceberg do problema mente-corpo tradicional. Embora, ele acredita, que o ideal seria que os cientistas estariam melhor se eles simplesmente ignoraram esse problema, pois em sua opinião, os cientistas são vítimas tanto das tradições filosóficas como qualquer outra pessoa, e muitos deles, como muitos filósofos, ainda estão sob o domínio das categorias tradicionais da mente e corpo, mental e físico, dualismo e materialismo, etc.
A forma mais simples de se colocar o problema corpo-mente, diz Searle, é descobrir qual exatamente é a relação da consciência com o cérebro? Para ele há duas partes para este problema, a parte filosófica e uma parte científica. Ele acredita que teoria do Naturalismo Biológico da uma solução simples para a parte filosófica.
Ele afirma que a solução é consistente com tudo o que sabemos sobre a biologia e sobre como o mundo funciona.
Consciência e outros tipos de fenômenos mentais são causados por processos neurobiológicos no cérebro, e eles são realizados na estrutura do cérebro. Na teoria do Naturalismo biológico, a mente consciente é causada por processos cerebrais e ela é em si mesma uma característica do nível superior do cérebro.

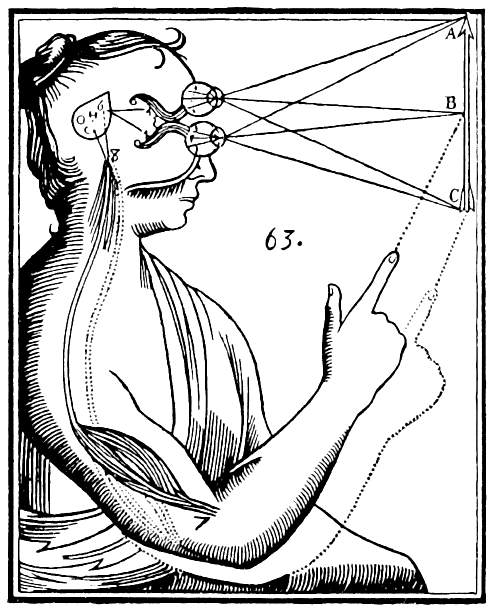
Qual exatamente é a relação da alma com o corpo?

Searle nos pede para observarmos duas características da solução filosófica.
- Primeiro, a relação dos mecanismos do cérebro para a consciência é uma das causas. Processos no cérebro causam as nossas experiências conscientes.

Searle propõe que a melhor maneira de mostrar como algo é possível é mostrar como efetivamente existe. As dores por exemplo, são concretamente causadas por processos neurofisiológicos que ocorrem no tálamo e no córtex sensorial. Durante muito tempo, inúmeros biológicos e filósofos pensaram que era impossível explicar a existência da vida em bases puramente biológicas. Julgavam que além dos processos biológicos deveria ser necessário algum outro elemento, deve postular-se algum élan vital para emprestar a vida ao que, de outro modo, era matéria morta e inerte. Houve anteriormente uma disputa entre o vitalismo e o mecanicismo, porém hoje não é levado a sério. Hoje conseguimos compreender melhor o caráter biológico dos processos que são características dos organismos vivos. Logo que compreendemos como as características típicas dos seres vivos têm uma explicação biológica, já não constitui para nós mistério algum que a matéria deva ser viva. Ainda não entendemos completamente os processos, mas compreendemos o seu caráter geral, e que há certas atividades eletroquímicas específicas que ocorrem entre os neurônios ou módulos neuronais e talvez outras características do cérebro, esses processam a consciência e causam as nossas experiências conscientes.
As experiências conscientes são sobre algo ou alguma coisa. O dualistas questionam como podem os átomos no vazio ter intencionalidade? Como podem eles ser acerca de alguma coisa?
Sobre este problema Searle da o exemplo da sede, que certos tipos de sede são causados no hipotálamo por sequências de explosão nervosas. A sede é causada por uma série de acontecimentos no sistema nervoso central. A sede é um estado intencional. As experiências visuais e auditivas, as sensações táteis, a fome, a sede, e o desejo sexual, são todos causados por processos cerebrais e realizam-se na estrutura do cérebro e são todos fenômenos intencionais.
Searle lida com o problema de como inserimos nós a subjetividade dos estados mentais no interior de uma concepção objetiva do mundo real falando que a existência da subjetividade é um fato que pode ser estudado da forma científica objetiva como qualquer outro fato. Assim a explicação da subjetividade dos estados mentais, visto que é justamente um fato óbvio que a evolução biológica produziu certos tipo de sistemas biológico, a saber, os cérebros humanos e de certos animais, que têm características subjetivas. O estado presente de consciência de uma pessoa é uma característica do cérebro dela, mas os seus aspectos conscientes são a ela acessíveis de um modo que não são acessíveis a uma outra pessoa. A existência da subjetividade é um fato objetivo da biologia. Searle comenta que é um erro definir “ciência” em termos de certas características existentes. Se o fato da subjetividade vai contra uma certa definição de “ciência”, então é a definição e não o fato que teremos de abandonar.
Para o problema da causação mental: explicar como é que os eventos mentais podem causar eventos físicos. Como é que, por exemplo, algo “imponderável” e “etéreo”, como o pensamento pode suscitar uma ação? A resposta apresentada por Searle é que os pensamentos não são imponderáveis e etéreos. Quando temos um pensamento, está efetivamente a ocorrer à atividade cerebral. A atividade cerebral causa movimentos corporais mediante processos fisiológicos. Porque os estados mentais são característicos do cérebro, têm dois níveis de descrição – um nível superior em termos mentais e um nível inferior em termos fisiológicos. Os mesmos poderes causais do sistema podem descrever-se em qualquer um dos dois níveis.  Segundo a concepção para Searle, a mente e o corpo interagem, mas não são duas coisas diferentes, visto que os fenômenos mentais são justamente características do cérebro. Uma maneira de caracterizar esta posição é vê-la como uma asserção do fisicalismo e do mentalismo.
Suponhamos que nós definimos o “fisicalismo ingênuo” como a concepção de que tudo o que existe no Mundo são partículas físicas com as suas propriedades e relações. O poder do modelo físico da realidade é tão grande que é difícil ver como podemos contestar seriamente o fisicalismo ingênuo. E definamos, o “mentalismo ingênuo” como a concepção de que os fenômenos mentais existem realmente. Existem, de fato, estados mentais; alguns deles são conscientes; muitos têm intencionalidade; todos têm subjetividade; e muitos funcionam causalmente na determinação dos eventos físicos no Mundo. O mentalismo e o fisicalismo ingênuos são perfeitamente consistentes entre si. Na realidade, tanto quanto sabemos algo sobre o modo como o mundo funciona, eles não só são consistentes, mas são ambos verdadeiros.
- Em segundo lugar, estes processos não nos força a qualquer tipo de dualismo, porque a forma da causação é de baixo para cima, e o efeito resultante é simplesmente uma característica do nível superior do cérebro em si, não uma substância separada. A consciência não é como algum fluido esguichado para fora pelo cérebro. Um estado de consciência é sim um estado de que o cérebro está dentro. Assim como a água pode estar no estado líquido ou sólido, sem que liquidez e solidez sejam substâncias separadas, do mesmo modo a consciência é um estado que o cérebro está, sem ser a consciência uma substância separada.

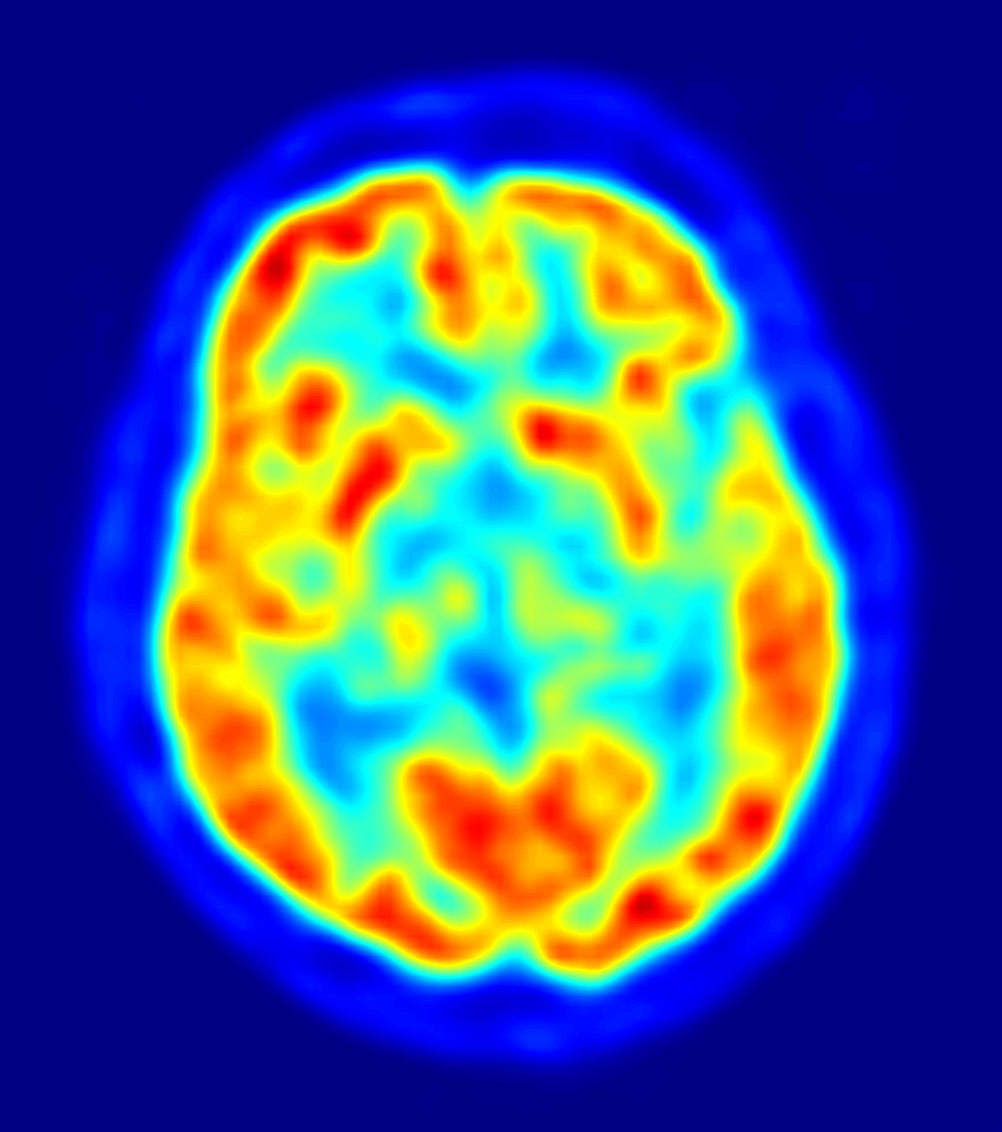
Consciência é um fenômeno causado por processos físicos no cérebro?

Searle oferece a solução filosófica sem usar nenhuma das categorias tradicionais de "dualismo", "monismo ", "fisicalismo" ou "materialismo", e todas as outras categorias. Ele acredita que essas categorias são obsoletas e afirma que se aceitarmos essas categorias, então temos o seguinte quadro: Temos uma escolha entre dualismo e do materialismo.
De acordo com o dualismo, a consciência e outros fenômenos mentais existem em um reino ontológico diferente de todo o ordinário mundo material da física, química e biologia. E de acordo com o materialismo a consciência não existe. Searle conclui que nem o materialismo ou o dualismo como tradicionalmente interpretados, nos permite obter uma resposta à pergunta: Qual exatamente é a relação da consciência com o cérebro?
Dualismo diz que existem dois tipos de fenômenos no mundo, o mental e o físico; materialismo diz que há apenas um, o material. Dualismo acaba com a possibilidade de uma bifurcação da realidade em duas categorias distintas e, portanto, torna impossível explicar a relação entre o mental e o físico. Mas o materialismo acaba por negando a existência de qualquer irredutível qualitativo estado mental subjetivo de sensibilidade ou consciência. Em suma, o dualismo torna o problema insolúvel; materialismo simplesmente nega a existência de qualquer fenômeno para ser estudado, e, portanto, nega qualquer problema.

## Consciência
Até muito recentemente, Searle diz, a maioria dos neurobiólogos não consideravam a consciência como um tema adequado para a investigação científica. Ele diz que esta relutância foi baseada, principalmente no erro filosófico de supor que a subjetividade da consciência coloca este assunto além do alcance de uma ciência objetiva. Para Searle, uma vez que os neurobiólogos entenderem que a consciência é um fenômeno biológico como qualquer outro, então ele pode ser investigado neurobiologicamente. Ele diz, que a Consciência é totalmente causada por processos neurobiológicos, e é realizada nas estruturas cerebrais, e o traço essencial da consciência de que precisa ser explicado é a qualitativa unificada subjetividade.
Consciência, portanto, difere de outros fenômenos biológicos em que ele tem uma ontologia subjetiva ou primeira pessoa, mas esta ontologia subjetiva, aponta Searle, não nos impede de ter uma ciência epistemologicamente objetiva da Consciência.

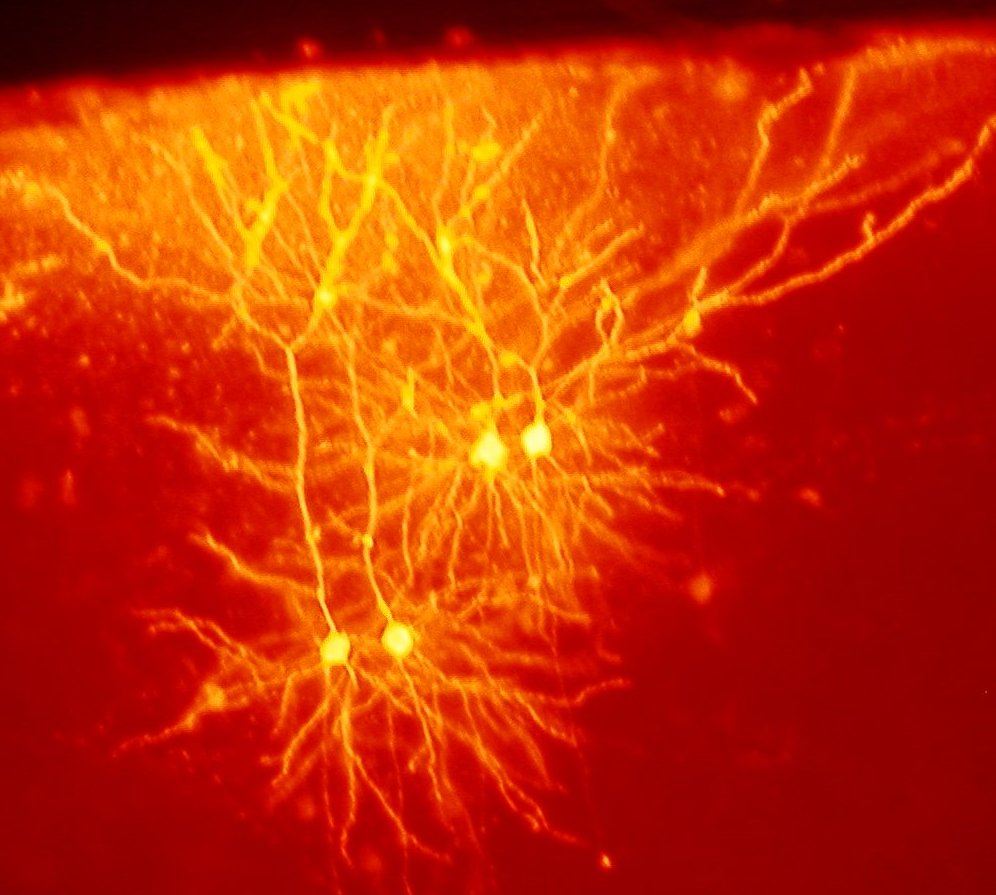
Como é a experiência das minúsculas micro-consciências?

Duas abordagens comuns à consciência são aqueles que (1) adotam o “modelo de bloco de construção” do tipo “LEGO”, segundo a qual qualquer campo consciente é feita de suas diversas partes, e do (2) “modelo do campo unificado”, segundo a qual devemos tentar explicar o caráter unificado de estados subjetivos de consciência.  Searle destas duas abordagens, da preferência para a teoria do campo unificado sobre a do modelo de bloco de construção.
A maioria dos teóricos que criticam Searle, tacitamente adotam a teoria do modelo de bloco de construção da consciência.
A ideia que eles apresentam para contrapor a Searle, é que qualquer campo consciente é feito de suas diversas partes: a experiência visual de vermelho, o sabor do café, a sensação da brisa entrando pela janela. Para eles, parece que, se pudéssemos descobrir o que faz mesmo um bloco de construção consciente teríamos a chave para toda a estrutura. Se pudéssemos, por exemplo, descobrir os segredos da consciência visual, que nos daria a chave para todas as outras modalidades. Esta visão é defendida por  Crick & Kock , e é também apoiada por Bartels & Zek.

Crick e Koch, em 1998, investigaram apenas indivíduos que já estavam conscientes. Searle duvida dos resultados do modo que foi investigado por Crick e Koch perguntando: “ Como é possível para o agente ser consciente no todo? ” Ele coloca que dado que uma pessoa é consciente, sua consciência será modificada por ter uma experiência visual, mas não se segue que a consciência é composta de vários blocos de construção dos quais a experiência visual é apenas um desses blocos.
Searle propõem que existem, no mínimo, duas hipóteses possíveis para resolver o enigma da Consciência:
1. A teoria bloco de construção: O campo consciente é composto de pequenos componentes que se combinam para formar o campo. Desta forma, encontrar o correlato neural da consciência (CNC)[13][14] de causalidade para qualquer componente é encontrar um elemento que é causalmente “necessário e suficiente” para que a experiência consciente. Assim, se for encontrado somente um bloco de construção, é um passo importante para quebrar o problema da consciência.
2. A ‘’teoria do campo unificado’’, onde as experiências conscientes vêm em campos unificada. Para se ter uma experiência visual, uma pessoa tem que antes de ter a experiência já estar consciente e esta experiência é uma modificação do campo. Nem os campos-cegos (cegueira neurocerebral - “Blindsight”,[15] nem a rivalidade binocular e nem mesmo a visão normal pode nos dar um CNC causal genuíno porque só a pessoa já consciente pode ter essas experiências.

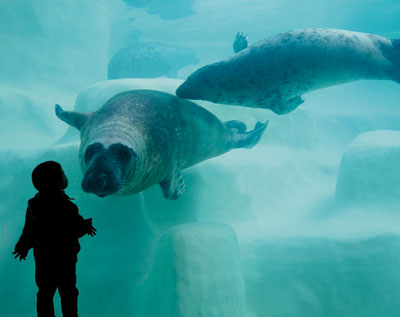
A visão normal não pode nos dar um CNC causal genuíno porque só a pessoa já consciente pode ter experiências visuais conscientes

Searle sugere que há uma outra maneira de olhar para questões que implicam em uma outra abordagem de pesquisa. Imagine que você acorda de um sono sem sonhos em um quarto completamente escuro.  Até agora você não tem nenhum fluxo coerente de pensamento e quase nenhum estímulo perceptual. Salvo a pressão de seu corpo na cama e sentido as cobertas em cima de seu corpo, você não está recebendo estímulo exterior sensorial algum. Apesar de tudo, deve haver uma diferença em seu cérebro entre o estado de vigília mínimo você está agora e se o estado de inconsciência que estavam antes. Essa diferença é o CNC que Seale acredita que deveríamos estar procurando. Este estado de vigília é a base da consciência ou cenário intencional. Só um cérebro que já está acima do limite da consciência que já tem um campo consciente, pode ter uma experiência visual de vermelho, afirma Searle.
Além disso na teoria de estágios múltiplos de Andreas Bartels e Semir Zeki, por que as micro consciências são todas capazes de ter uma existência separada e independente, Searle diz que não está claro que isso significa.
- Eu sei como é para mim a minha experiência atual campo consciente, mas o que experimenta todas as minúsculas micro-consciências? E o que seria como para cada uma delas existir separadamente?[16]

A ideia de que deve-se investigar a consciência como um campo unificado não é nova e remonta a pelo menos tanto como doutrina de Kant da unidade transcendental da apercepção.  Em neurobiologia, Searle diz não ter encontrado nenhum autor contemporâneo que aponta uma distinção clara entre o que ele chama a teoria bloco de construção e a teoria do campo unificado, mas, pelo menos, duas linhas de pesquisa contemporâneas são consistentes com a abordagem que Seale procura.
Uma no trabalho de 1998 de Rodolfo R. Llinás e seus colegas  e a outra nos estudos de Gerald Edelman, Giulio Tononi e O. Sporns. 
Na visão de Llinas e seus colegas não devemos pensar na consciência como produzida por estímulos sensoriais, mas sim como um estado funcional de grandes partes do cérebro, principalmente do sistema tálamocortical, e devemos pensar em entradas sensoriais servindo para modular uma consciência preexistente ao invés de criar a consciência novamente. Para Llinas a consciência é um estado "intrínseco" do cérebro, e não uma resposta a entradas de estímulo sensorial. Os sonhos são de especial interesse para ele, porque num sonho o cérebro está consciente, mas incapaz de perceber o mundo externo através de estímulos sensoriais. Ele acredita que o CNC é uma atividade oscilatória sincronizada no sistema tálamo-cortical.

Quando entendermos como o cérebro cria consciência, poderemos construir então artefatos conscientes?

Tononi e Edelman avançaram, em 1998, a que eles chamam de hipótese de núcleo dinâmico. Eles dão muito interesse ao fato de que a consciência tem duas propriedades notáveis, a unidade e a diferenciação extrema ou complexidade dentro de qualquer campo consciente. Isto sugere a eles que não devemos olhar para a consciência em um tipo específico de tipo neuronal, mas sim nas atividades de grandes populações neuronais. Eles buscam o CNC para a unidade da consciência na integração rápida que é conseguido através dos mecanismos de reentrada do sistema tálamo-cortical. Eles acham que o disparo em síncrona entre as regiões cortical entre o córtex cerebral e o tálamo é um indicador indireto deste agrupamento funcional.  A combinação de agrupamento funcional, para Tononi e Edelman, juntamente com a diferenciação é o que eles apresentam como a ‘hipótese do núcleo dinâmico da consciência’. Eles acreditam que um processo unificado de alta complexidade neural constitui um núcleo dinâmico.
Searle define a consciência como um fenômeno biológico como qualquer outro. Ela consiste em estados qualitativos e subjetivos interiores de perceber, sentir e pensar. Sua característica essencial é a subjetividade qualitativa unificada. Estados conscientes são causados por processos neurobiológicos no cérebro, e eles são formados na estrutura do cérebro. A investigação de consciência tem sido dificultada por duas visões equivocadas: a primeira, de que a consciência é apenas um tipo especial de programa de computador, um "software" especial que roda no "hardware" do cérebro, e segunda que a consciência era apenas uma questão de processamento de informações. O tipo certo de processamento de informações suficiente para garantir a consciência.
Esses pontos de vista ditam que o cérebro não importa. Qualquer hardware que pode carregar o programa "consciência" ou processar a informação faria tão bem quanto faz o cérebro. Searle acredita, ao contrário, que a compreensão da natureza da consciência crucialmente requer a compreensão de como os processos cerebrais causam e criam a consciência. Searle prediz que " (...) quando nós entendermos como o cérebro faz isto [criar consciência], poderemos construir artefatos conscientes usando alguns materiais não-biológicos que duplicam, e não apenas simulam os poderes causais que têm cérebros. Mas primeiro precisamos entender como o cérebro fazer isto. " 

## 
1. ↑  Searle: it upsets me when I read the nonsense written by my contemporaries por Zan Boag (2014)
2. ↑  Journal of Consciousness Studies Impact Factor & Information publicado pela "Researchgate.net"  - ISSN 1355-8250 (2015)
3. ↑  Mind: A Brief Introduction por J. Searle, dando seu próprio ponto de vista na introdução do livro da série "Fundamentals of Philosophy Series" publicado pela Oxford University Press ISBN 0195157346 ISBN 978-0195157345 (2005)
4. ↑  Still Deferring to Descartes? por David KelleyPh.D. (2005)
5. ↑  Italo Testa (24 de Out. de 2008). «Hegel's naturalism or Soul and body in the Encyclopaedia». Academia.edu. Consultado em 23 de dezembro de 2013
6. ↑   Why I Am Not a Property Dualist por John R. Searle (2004)
7. ↑  Kantovski Sbornik (24 de abril de 2006). «KANT ON CONSCIENCE» (PDF). Stanford University
8. ↑  Mind: A Brief Introduction por John Searle
9. ↑  Searle: it upsets me when I read the nonsense written by my contemporaries por Zan Boag na revista New Philosopher em 25 de janeiro de 2014
10. ↑  ‘’ Consciousness and Neuroscience’’ por Francis Crick and Christof  Koch (1998)
11. ↑  ‘’ Análise da Arquitetura Baars-Franklin de Consciência Arti_cial Aplicada a uma Criatura Virtual’’ – Modelos de Consciência, pag. 15  por Ricardo Capitanio Martins da Silva (2009)
12. ↑  The neural correlates of maternal and romantic love por Andreas Bartels e  Semir Zeki (2003)
13. ↑  Psicopatologia e Semiologia dos Transtornos Mentais por Paulo Dalgalarrondo - Artmed Editora (2000)
14. ↑  ANOTAÇÕES SOBRE CORRELATOS NEURAIS DA CONSCIÊNCIA por Mário Márcio Negrão - Médico Neurologista e Psicoterapeuta - CRM 3258
15. ↑  A estranha visão dos cegos por Beatrice de Gelder Beatrice de Gelder, mestra em neurociência cognitiva e diretora do Laboratório de Neurociências Cognitivas e Afetivas da Universidade de Tilburg, na Holanda publicado na Scientific American Brasil  edição 97 - Junho 2010)
16. ↑  ‘’Consciousness’’ Resumo escrito por  John R. Searle em 13 de setembro de 1999 –
17. ↑  A insuficiência da teoria da afinidade transcendental relativamente ao problema da sistematização empírica do conhecimento artigo por Renato Valois Cordeiro 25 de agosto de 2009 –
18. ↑  «La conciencia por John Searle (2007)» (PDF). Consultado em 15 de novembro de 2015. Arquivado do original (PDF) em 22 de novembro de 2009
19. ↑  CONSCIENCIA por
Eduardo A. Mata (2011),
20. ↑  The neuronal basis for consciousness por R. Llina¨s, U. Ribary, D. Contreras and C. Pedroarena - The Royal Society (1998)
21. ↑  Theoretical Neuroanatomy: Relating Anatomical and Functional Connectivity in Graphs and Cortical Connection Matrices por O. Sporns, G. Tononi e G.M. Edelman. (2000)
22. ↑  Consciousness por John R. Searle (1998) -